# Johnny Grunge
Michael Lynn Durham (Sulphur, 10 luglio 1966 – Peachtree City, 16 febbraio 2006) è stato un wrestler statunitense, noto per aver lottato in ECW, con il ring name Johnny Grunge, in coppia con Rocco Rock nel tag team Public Enemy, vincitore di numerosi titoli.

## Carriera

### Inizi (1987–1993)
Grunge esordì nel wrestling professionistico nel 1987. Nel 1993 formò un tag team con Rocco Rock nella UWF, denominato "The Public Enemy".

### Eastern/Extreme Championship Wrestling (1993–1996)

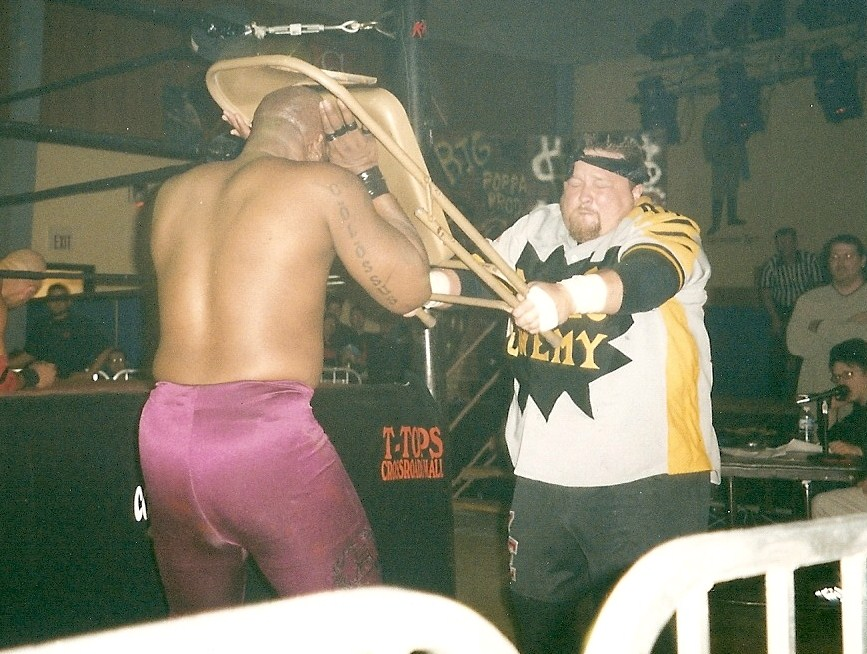
Grunge colpisce un avversario con una sedia (2002)

Nel 1993 i Public Enemy entrarono nella Eastern Championship Wrestling, una promozione con sede a Filadelfia, Pennsylvania, in procinto di essere rinominata Extreme Championship Wrestling. Tra il 6 marzo 1994 e il 28 ottobre 1995, detennero l'ECW Tag Team Championship in quattro occasioni differenti. Mentre lavoravano in ECW, i due furono coinvolti in due famigerati incidenti, il primo quando il pubblico ECW cominciò a lanciare sedie sul ring fino a quando i Public Enemy (entrambi "privi di sensi") furono sommersi da queste, e il secondo quando il pubblico ECW invase il ring in massa per festeggiare con i Public Enemy, e il ring collassò sotto i loro piedi per il troppo peso. Inoltre, la coppia era conosciuta per lo stile hardcore di lotta e l'impiego durante i match di tavoli in legno, pratica poi adottata anche dai Dudley Boyz. Lo stile dei Public Enemy fu citato nella canzone El Scorcho del gruppo musicale Weezer; la strofa del testo che recita: «watchin' Grunge legdrop New Jack through a press table», derivò da una foto vista dai membri della band che mostrava Grunge lottare con il wrestler New Jack, pubblicata su Pro Wrestling Illustrated.

### World Wrestling Federation e ritorno in WCW (1999)
I Public Enemy lasciarono la WCW nel 1999, e lottarono per breve tempo nella ECW prima di firmare per la World Wrestling Federation. Entrambi debuttarono il 22 febbraio 1999 a Raw is War, ma furono licenziati solo due mesi dopo. Lottarono alle Survivor Series 1995 affrontando The Smoking Gunns. Il 18 luglio a Bash at the Beach 1999, fecero il loro ritorno nella WCW e presero parte all'evento "Junkyard Invitational".

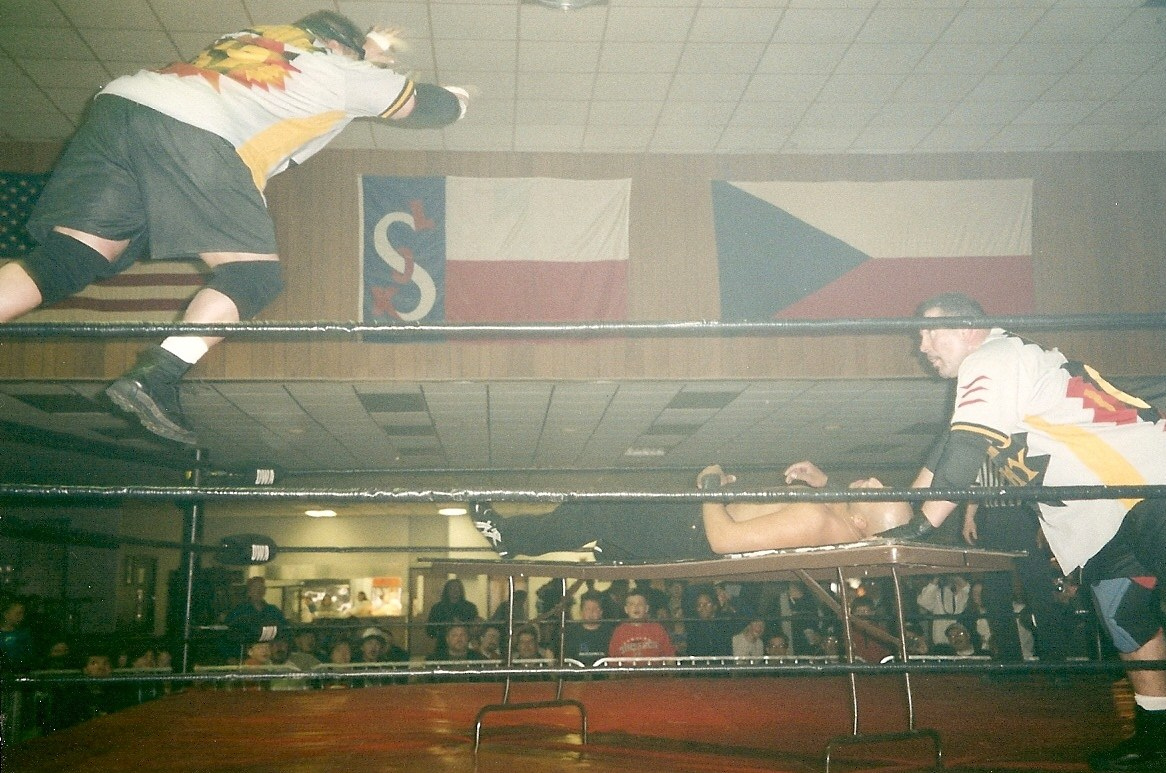
I Public Enemy eseguono una manovra congiunta sul ring con un tavolo

## Vita privata
Grunge era vicino di casa di Chris Benoit e lo aiutò a superare il trauma derivato dalla morte improvvisa di Eddie Guerrero nel novembre 2005.
Grunge morì il 16 febbraio 2006, nella sua residenza di Peachtree City, Georgia, a causa di complicazioni dovute all'apnea notturna, molto probabilmente risultante da un blocco dell'arteria coronaria dovuto all'obesità. Aveva 39 anni. Altre fonti dicono che al momento della sua morte stava visitando un amico e improvvisamente non riuscì più a respirare. Era patologicamente obeso e aveva ingerito un'enorme quantità di pillole Soma prescritte dal dottor Phil Astin.

## Titoli e riconoscimenti
- Cauliflower Alley Club
  - Other honoree (1995)

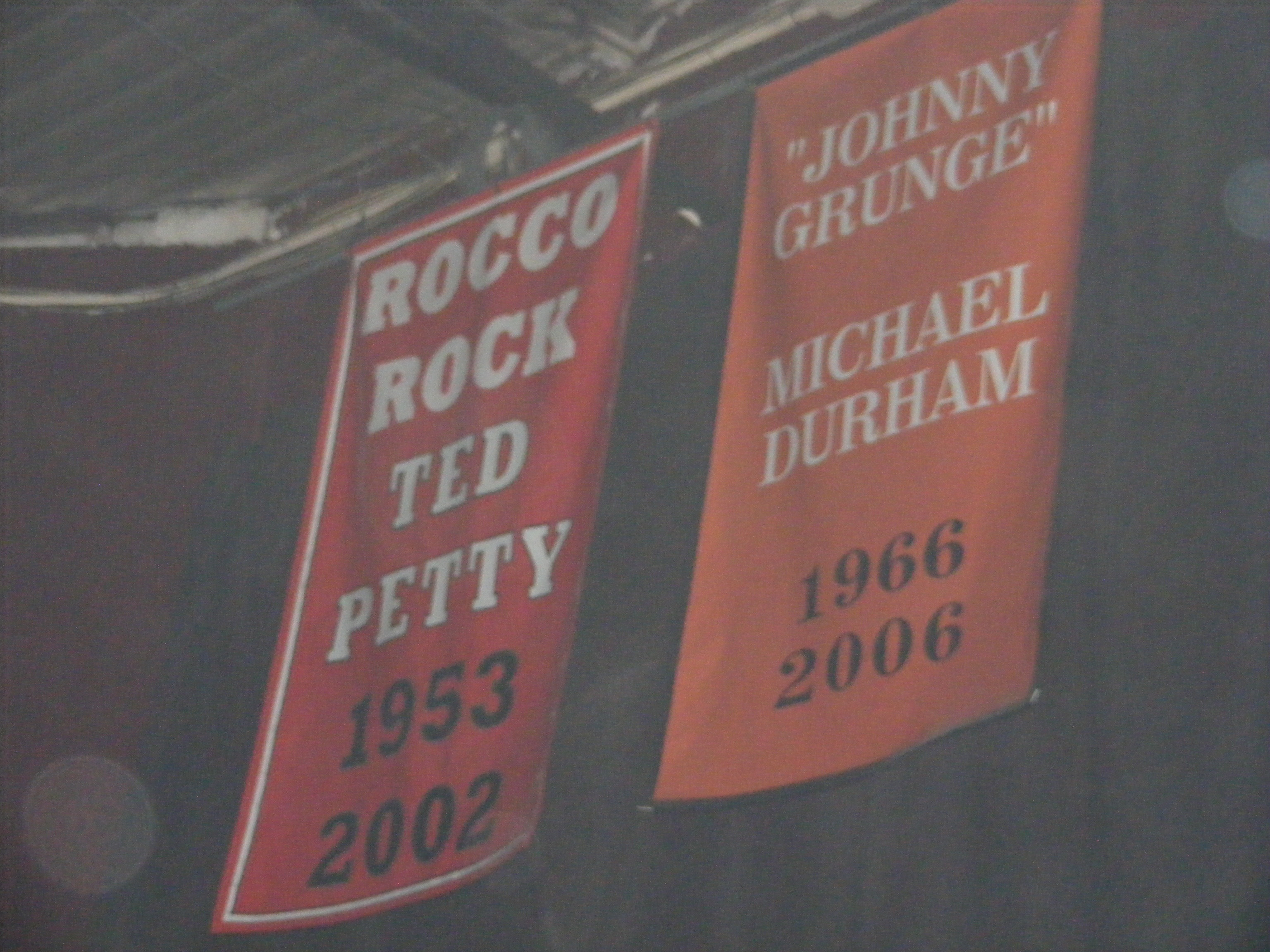
Il drappo di Johnny Grunge dell'Hardcore Hall of Fame nell'ex ECW Arena.

- Eastern Championship Wrestling / Extreme Championship Wrestling
  - ECW World Tag Team Championship (4) – con Rocco Rock
- Hardcore Hall of Fame
  - Classe del 2007
- i-Generation Superstars of Wrestling
  - i-Generation Tag Team Championship (2) – con Rocco Rock
- International World Class Championship Wrestling
  - IWCCW Tag Team Championship (2) – con Equalizer Zip
- Main Event Championship Wrestling
  - MECW Tag Team Championship (1) – con Rocco Rock
- National Wrestling Alliance
  - NWA World Tag Team Championship (1) – con Rocco Rock
- NWA New Jersey
  - NWA United States Tag Team Championship (1) – con Rocco Rock
- New England Pro Wrestling Hall of Fame
  - Classe del 2010
- New-Wave Championship Wrestling
  - NWCW Tag Team Championship (1) – con Rocco Rock
- Pro Wrestling Illustrated
  - 465º nella lista dei migliori 500 wrestler singoli nei PWI Years del 2003
- Superstars of Wrestling
  - SOW Tag Team Championship (2) – con Rocco Rock
- Turnbuckle Championship Wrestling
  - TCW Tag Team Championship (1) – con Rocco Rock
- Ultra Championship Wrestling
  - UCW Tag Team Championship (2) – con Jason Ray
- Universal Wrestling Alliance

- UWA Tag Team Championship (1) - con Rocco Rock

- World Championship Wrestling
  - WCW World Tag Team Championship (1) – con Rocco Rock
- Altri
  - IPW Tag Team Championship (1) – con Rocco Rock
  - MCW Tag Team Championship (1) – con Rocco Rock
  - Hardcore Hall of Fame (2007)